# Conops hanazonensis
Conops hanazonensis är en tvåvingeart som beskrevs av Matsumura 1916. Conops hanazonensis ingår i släktet Conops och familjen stekelflugor. Inga underarter finns listade i Catalogue of Life.